# Siphocampylus scandens
Siphocampylus scandens är en klockväxtart som först beskrevs av Carl Sigismund Kunth, och fick sitt nu gällande namn av George Don jr. Siphocampylus scandens ingår i släktet Siphocampylus och familjen klockväxter. IUCN kategoriserar arten globalt som livskraftig. Inga underarter finns listade i Catalogue of Life.